# Усть-Агнево
Усть-Агнево — упразднённый посёлок в Александровск-Сахалинском районе Сахалинской области России. На момент упразднения входил в состав Владимирского сельсовета. Исключен из учётных данных в 1982 году.

## География
Село находилось в центре района, в устье реки Агнево, на расстоянии приблизительно в 37 км (по прямой) к югу от города Александровск-Сахалинский.

## История
Русское старожильческое село основано в 1894 году. По данным на 1926 года состояло из 11 хозяйств. В административном отношении входило в состав Агневского стойбищенского общества Александровского района Сахалинского округа Дальневосточного края.
По данным на 1937 год селение Устье Агнево входило в состав Агневского поссовета Широкопадского района. В конце 1930-х годов в село был перебазирован рыболовецкий колхоз "20 лет октября" посёлка Тоннель. В пселе действовал рыбкомбинат, который был ликвидирован в 1951 году. Последние жители посёлка были вывезены из него в 1981 году.
Упразднен решением Сахалинского облисполкома от 01.04.1982 № 98.

## Население
| 1926 | 1931 | 1937 | 1959 | 1970 |
| ---- | ---- | ---- | ---- | ---- |
| 28   | ↘16  | ↗81  | ↗329 | ↘207 |

По данным на 1926 год русские проживали в 45 % хозяйств.